# Luquillo
Luquillo é uma municipalidade de Porto Rico. Faz parte da Região Metropolitana de Fajardo.